# Убийство Полли Клаас
Убийство Полли Клаас — убийство 12-летней девочки Полли Ханны Клаас (род. 3 января 1981), совершённое в октябре 1993 года, получившее общенациональную известность в США. Полли Клаас была похищена из родительского дома в Петалума, Калифорния, во время девичьих посиделок 1 октября 1993 года. Позже была задушена. Убийца Ричард Ален Дэвис был приговорён к смертной казни в 1996 году.

## Хронология событий
1 октября 1993 года Полли пригласила двух подруг на посиделки. Около 22:30, зайдя в свою спальню, за спальными мешками она увидела мужчину с ножом. Он связал её, приказал её подружкам считать до тысячи и похитил жертву. Более двух месяцев около 4000 людей участвовали в поисках. Американские шоу-передачи, такие как «20/20» и «America’s Most Wanted» освещали события.
В то время Дэвис числился в розыске: Калифорнийская дорожная полиция разыскивала его за нарушение освобождения под залог, всем полицейским было предписано задержать его при первой же возможности (в то время подобные объявления проходили только по радиоканалу Калифорнийской дорожной полиции и другие полицейские не могли его получить. После этого случая подобные объявления выводились в эфир всех полицейских каналов).
19 октября полицейские заметили Дэвиса в расположенной неподалёку сельской местности, где его Форд Пинто застрял в грязи. Неосведомлённые полицейские отпустили его, проверив документы через диспетчера (картотека содержала только данные о дорожных правонарушениях, но не о криминальных). Вероятно, после этого он вернулся в своё убежище, убил Полли и похоронил её в неглубокой могиле.
30 ноября полиция арестовала Дэвиса во время плановой проверки и полицейские, участвующие в аресте, опознали его по фотороботу. Так как его отпечатки пальцев были обнаружены в спальне Полли, его обвинили в убийстве. Спустя четыре дня он указал полицейским на могилу Полли недалеко от Кловердейла. Он рассказал, что задушил её куском материи. Хотя это было невозможно проверить, так как тело уже разложилось, эта версия была принята судом.

## Суд
Ричард Ален Дэвис был осуждён в 1996 за убийство первой степени с четырьмя отягчающими обстоятельствами (разбой, проникновение в чужое жилище, похищение людей и преступление против несовершеннолетних). В Сан-Хосе, Калифорния, Верховный Суд приговорил его к казни 5 августа 1996 года. Затем преступник был помещён в камеру смертников в федеральную тюрьму Сан-Квентин, Калифорния. 1 июня 1999 года Верховный суд Калифорнии единогласно подтвердил смертный приговор. В настоящее время Ричард Ален Дэвис по-прежнему находится в камере смертников.

## Вайнона Райдер
Актриса Вайнона Райдер, жившая и закончившая школу в Петалуме, предложила 200 тысяч долларов выкупа за Полли. После смерти Полли она снялась в фильме «Маленькие женщины» и посвятила этот фильм ей, потому что этот роман был любимой книгой Полли.

## Последствия
Останки Полли были кремированы, а пепел развеян над Тихим океаном.
Убийство побудило отца Полли стать детским адвокатом и основать фонд Полли Клаас «KlaasKids Foundation». Он часто оказывал помощь родителям похищенных детей.
Пять лет спустя после убийства Полли Центр Искусств в Петалуме был назван в память о ней.
История похищения Полли и розысков убийцы легла в основу первой серии первого сезона документального сериала ««The FBI Files» под заголовком «Полли Клаас: Похищение». Премьера состоялась 20 октября 1998 года.
Американское правосудие приняло Закон трёх ошибок 8 марта 1994 года.